# Sext Quintili Var (cònsol)
Sext Quintili Var (en llatí: Sextus Quintilius Sex. F. P. N. Varus) va ser un magistrat romà del segle v aC. Formava part de la gens Quintília, una gens romana d'origen patrici.
Va ser elegit cònsol l'any 453 aC amb Publi Curiaci Fist Trigemí. Va morir mentre exercia el càrrec degut a una gran epidèmia de pesta que aquell any va afectar la ciutat de Roma i va matar una part de la població.